# Nati nel 1835
| Questa pagina contiene informazioni ricavate automaticamente dalle voci biografiche con l'ausilio del template Bio e di un bot. L'aggiornamento è periodico e automatico e ricostruisce completamente la pagina. Se manca una persona in questa lista, sei pregato di non aggiungerla, ma accertati piuttosto che la sua voce biografica contenga il template Bio e che i dati anagrafici siano correttamente compilati. Se il template Bio manca, inseriscilo tu stesso o, in alternativa, metti l'avviso {{tmp\|Bio}} che ne segnala la mancanza. Se i dati riportati sono sbagliati, correggi direttamente la voce biografica; le modifiche saranno visibili in questa lista entro pochi giorni. Per chiarimenti vedi il progetto biografie. La lista contiene solo le 381 persone che sono citate nell'enciclopedia e per le quali è stato implementato correttamente il template Bio. Pagina aggiornata al 18 ago 2025. |

## Gennaio(33)
- 2 gennaio - Cesare Beruto, ingegnere, architetto e urbanista italiano († 1915)
- 2 gennaio - Nazareno Biscarini, architetto italiano († 1907)
- 2 gennaio - Carl Friedrich Claus, zoologo tedesco († 1899)
- 3 gennaio - Luigi Toro, pittore e patriota italiano († 1900)
- 4 gennaio - Edoardo Ciccodicola, religioso e scrittore italiano († 1907)
- 4 gennaio - Giuseppe Monti, patriota e rivoluzionario italiano († 1868)
- 5 gennaio - Olympia Brown, pastora protestante e attivista statunitense († 1926)
- 6 gennaio - Cezar' Antonovič Kjui, compositore, critico musicale e ingegnere militare russo († 1918)
- 6 gennaio - Martin Kähler, teologo e biblista tedesco († 1912)
- 8 gennaio - Henry James Byron, commediografo, attore teatrale e impresario teatrale inglese († 1884)
- 9 gennaio - Iwasaki Yatarō, imprenditore giapponese († 1885)
- 11 gennaio - Imperatrice Eishō, imperatrice giapponese († 1897)
- 13 gennaio - Parmenio Bettoli, giornalista, scrittore e commediografo italiano († 1907)
- 13 gennaio - Isaac Myers, sindacalista statunitense († 1891)
- 14 gennaio - Ludwig Abel, violinista, compositore e direttore d'orchestra tedesco († 1895)
- 14 gennaio - Charles Anderson-Pelham, III conte di Yarborough, nobile inglese († 1875)
- 14 gennaio - Felix Otto Dessoff, direttore d'orchestra e compositore tedesco († 1892)
- 14 gennaio - Alexander Mackennal, religioso britannico († 1904)
- 14 gennaio - Marcelo Spínola y Maestre, cardinale e arcivescovo cattolico spagnolo († 1906)
- 15 gennaio - Arthur Pember, calciatore, alpinista e avvocato britannico († 1886)
- 16 gennaio - Ergisto Bezzi, patriota italiano († 1920)
- 19 gennaio - Jayajirao Scindia, principe indiano († 1886)
- 23 gennaio - August Lanner, compositore austriaco († 1855)
- 24 gennaio - Charles Kendall Adams, storico statunitense († 1902)
- 24 gennaio - Friedrich Polack, educatore e scrittore tedesco († 1915)
- 25 gennaio - Arcangelo De Castris, politico italiano († 1905)
- 25 gennaio - Davide Cesare Uziel, patriota italiano († 1899)
- 26 gennaio - Vasilij Bezekirskij, violinista e docente russo († 1919)
- 26 gennaio - Bruto Bruti, generale italiano († 1918)
- 26 gennaio - Anton Wilhelm von Cetto, diplomatico e nobile tedesco († 1906)
- 28 gennaio - Gaetano Marinelli, pittore italiano († 1924)
- 30 gennaio - Percy Scawen Wyndham, politico e ufficiale inglese († 1911)
- 31 gennaio - Lunalilo delle Hawaii, sovrano († 1874)

## Febbraio(38)
- 2 febbraio - Luigi Manzotti, coreografo e mimo italiano († 1905)
- 3 febbraio - Marianna Paulucci, ornitologa e botanica italiana († 1919)
- 4 febbraio - Albert Dicey, costituzionalista inglese († 1922)
- 4 febbraio - René Reille, politico, militare e nobile francese († 1898)
- 5 febbraio - Friedrich August Theodor Winnecke, astronomo tedesco († 1897)
- 6 febbraio - Paolo Riccardi, politico italiano († 1910)
- 7 febbraio - Orazio Silvestri, geologo e vulcanologo italiano († 1890)
- 8 febbraio - Jörgen Vilhem Bergsøe, scrittore e entomologo danese († 1911)
- 8 febbraio - Lazzaro Gagliardo, politico italiano († 1899)
- 9 febbraio - Michail Osipovič Mikešin, scultore e artista russo († 1896)
- 9 febbraio - Antonio Tagliaferri, architetto italiano († 1909)
- 9 febbraio - Francesco Vizioli, politico italiano († 1899)
- 10 febbraio - Victor Hensen, biologo tedesco († 1924)
- 11 febbraio - Henry Eliot, V conte di St. Germans, nobile inglese († 1911)
- 13 febbraio - Mirza Ghulam Ahmad, profeta indiano († 1908)
- 14 febbraio - Louis Gallet, scrittore francese († 1898)
- 14 febbraio - Piet Paaltjens, predicatore, scrittore e poeta olandese († 1894)
- 15 febbraio - Adolfo Mussafia, filologo e glottologo italiano († 1905)
- 15 febbraio - Dīmītrios Vikelas, letterato e dirigente sportivo greco († 1908)
- 16 febbraio - Simone Schiaffino, patriota italiano († 1860)
- 18 febbraio - Joseph-Auguste Duc, arcivescovo cattolico e alpinista italiano († 1922)
- 19 febbraio - Antonio Crico, pittore e patriota italiano († 1899)
- 20 febbraio - Alessandro D'Ancona, storico della letteratura, filologo e giornalista italiano († 1914)
- 20 febbraio - Antonio Gandolfi, politico e militare italiano († 1902)
- 20 febbraio - Robert Hart, I Baronetto, diplomatico britannico († 1911)
- 22 febbraio - Fortunato Timolini, patriota italiano († 1860)
- 23 febbraio - Michele Cammarano, pittore italiano († 1920)
- 23 febbraio - Bernardo Celentano, pittore italiano († 1863)
- 24 febbraio - Julius Vogel, politico e scrittore britannico († 1899)
- 25 febbraio - Christoph Theodor Aeby, anatomista e antropologo svizzero († 1885)
- 25 febbraio - Romeo Bozzetti, patriota, generale e giornalista italiano († 1907)
- 25 febbraio - Pietro Lavagnolo, patriota e militare italiano († 1860)
- 25 febbraio - Matsukata Masayoshi, politico giapponese († 1924)
- 25 febbraio - Osbert Salvin, naturalista, ornitologo e erpetologo inglese († 1898)
- 26 febbraio - Richard Andree, geografo tedesco († 1912)
- 27 febbraio - Giuseppe Guerzoni, patriota, politico e storico italiano († 1886)
- 27 febbraio - Rinaldo Morrocchi, compositore italiano († 1885)
- 28 febbraio - Tommaso Corsini, nobile e politico italiano († 1919)

## Marzo(26)
- 1º marzo - Ebenezer Prout, musicologo, scrittore e insegnante inglese († 1909)
- 1º marzo - Matthias Joseph Scheeben, scrittore, teologo e mistico tedesco († 1888)
- 2 marzo - Joseph Nathan, imprenditore britannico († 1912)
- 5 marzo - Emilio Zocchi, scultore italiano († 1913)
- 6 marzo - Marija Aleksandrovna Blank, insegnante tedesca († 1916)
- 6 marzo - Sofie Ribbing, pittrice svedese († 1894)
- 7 marzo - Daniel Giraud Elliot, zoologo statunitense († 1915)
- 8 marzo - Tommasina Guidi, scrittrice italiana († 1903)
- 8 marzo - Carolina Pochini, ballerina italiana († 1901)
- 8 marzo - Achille Rasponi Murat, avvocato e politico italiano († 1896)
- 8 marzo - Hans von Rokitansky, basso e insegnante austriaco († 1909)
- 11 marzo - Filippo Teti, avvocato e politico italiano († 1902)
- 12 marzo - Gregorio María Aguirre y García, cardinale e arcivescovo cattolico spagnolo († 1913)
- 12 marzo - Simon Newcomb, matematico e astronomo statunitense († 1909)
- 14 marzo - Giovanni Schiaparelli, astronomo, storico della scienza e ingegnere italiano († 1910)
- 15 marzo - Léon Cladel, scrittore e romanziere francese († 1892)
- 15 marzo - Dürrinev Kadin, principessa georgiana († 1895)
- 15 marzo - Eduard Strauss, compositore, direttore d'orchestra e arpista austriaco († 1916)
- 18 marzo - Andrea Secco, politico italiano († 1889)
- 22 marzo - Damiano Vellucci, brigante italiano († 1863)
- 22 marzo - Ivan Aleksandrovič Vsevoložskij, direttore artistico, costumista e funzionario russo († 1909)
- 23 marzo - Giulio Ajani, patriota e imprenditore italiano († 1890)
- 23 marzo - Alfonso Maria Giordano, arcivescovo cattolico italiano († 1908)
- 25 marzo - Adolph Wagner, economista tedesco († 1917)
- 26 marzo - Vito Cesare Boccardi, imprenditore italiano († 1878)
- 31 marzo - John La Farge, pittore e scrittore statunitense († 1910)

## Aprile(22)
- 1º aprile - Ferdinando Capponi, arcivescovo cattolico italiano († 1903)
- 1º aprile - Paul Yorck von Wartenburg, filosofo e giurista tedesco († 1897)
- 2 aprile - William Eden Nesfield, architetto e designer inglese († 1888)
- 3 aprile - Harriet Elizabeth Prescott Spofford, scrittrice statunitense († 1921)
- 4 aprile - John Hughlings Jackson, neurologo britannico († 1911)
- 5 aprile - Vincenzo Maria Sarnelli, arcivescovo cattolico italiano († 1898)
- 6 aprile - Jules Bourdais, architetto francese († 1915)
- 7 aprile - Francesco Bettoni Cazzago, politico, saggista e romanziere italiano († 1898)
- 9 aprile - Leopoldo II del Belgio, re belga († 1909)
- 10 aprile - Samuel J. Crawford, politico statunitense († 1913)
- 11 aprile - Giuseppe Civinini, patriota, giornalista e politico italiano († 1871)
- 13 aprile - Émile Boutmy, scrittore e sociologo francese († 1906)
- 13 aprile - Efisio Marini, scienziato italiano († 1900)
- 14 aprile - Carlo Francesco Gabba, giurista italiano († 1920)
- 17 aprile - Leopoldo Pullè, politico, scrittore e drammaturgo italiano († 1917)
- 17 aprile - Vera Petrovna Želichovskaja, scrittrice russa († 1896)
- 20 aprile - Nicola Pellati, ingegnere e geologo italiano († 1907)
- 21 aprile - Lovro Monti, politico italiano († 1898)
- 22 aprile - Guglielmo Andreoli, pianista e compositore italiano († 1860)
- 23 aprile - Angelo Bersani-Dossena, vescovo cattolico italiano († 1887)
- 24 aprile - Benjamin Briggs, marinaio statunitense († 1872)
- 30 aprile - Franz von Defregger, pittore austriaco († 1921)

## Maggio(26)
- 2 maggio - Salvatore Greco dei Chiaramonte, schermidore e patriota italiano († 1910)
- 2 maggio - Giuseppe Porro, archivista italiano († 1904)
- 3 maggio - Damiano Maria Saintourens, presbitero francese († 1920)
- 3 maggio - Tukojirao Holkar II, principe indiano († 1886)
- 4 maggio - Francesco Gai, pittore, scultore e architetto italiano († 1917)
- 7 maggio - Agostino Ciasca, cardinale e orientalista italiano († 1902)
- 8 maggio - Augusta Evans Wilson, scrittrice statunitense († 1909)
- 9 maggio - Maksim Alekseevič Antonovič, filosofo e giornalista russo († 1918)
- 9 maggio - Luigi De Persiis, storico e vescovo cattolico italiano († 1904)
- 11 maggio - Kārlis Baumanis, compositore lettone († 1905)
- 11 maggio - Stefano Bruzzi, pittore italiano († 1911)
- 12 maggio - Raphaël Ponson, artista francese († 1904)
- 12 maggio - Francesco Zedda Piras, imprenditore italiano († 1904)
- 13 maggio - Herman Liikanen, patriota finlandese († 1926)
- 14 maggio - Georg Christian Franz von Lobkowitz, politico boemo († 1908)
- 14 maggio - William Meredith, compositore di scacchi statunitense († 1903)
- 15 maggio - Augusto Bonetti, arcivescovo cattolico italiano († 1904)
- 15 maggio - Émile Mathieu, matematico francese († 1890)
- 17 maggio - Aleksandr Ivanovič Morozov, pittore russo († 1904)
- 18 maggio - Gian Francesco Gamurrini, storico, archeologo e numismatico italiano († 1923)
- 23 maggio - Urbano Sacchetti, VI marchese di Castelromano, nobile italiano († 1912)
- 24 maggio - Adolf Tobler, linguista e filologo svizzero († 1910)
- 26 maggio - Edward Porter Alexander, militare statunitense († 1910)
- 29 maggio - Michele Gordigiani, pittore italiano († 1909)
- 30 maggio - Alfred Austin, poeta e giornalista inglese († 1913)
- 31 maggio - Alphonse-Marie-Adolphe de Neuville, pittore francese († 1885)

## Giugno(27)
- 1º giugno - Sheldon Amos, giurista inglese († 1886)
- 2 giugno - Abele Damiani, patriota e politico italiano († 1905)
- 2 giugno - George Dunlop Leslie, pittore britannico († 1921)
- 2 giugno - Papa Pio X, papa, cardinale e vescovo cattolico italiano († 1914)
- 2 giugno - Nikolaj Grigor'evič Rubinštejn, pianista e compositore russo († 1881)
- 6 giugno - Giacomo Amoretti, patriota italiano
- 6 giugno - Émile Combes, politico francese († 1921)
- 6 giugno - Alphonse Féry d'Esclands, magistrato, sportivo e militare francese († 1909)
- 6 giugno - Adolf Heyduk, poeta e scrittore ceco († 1923)
- 6 giugno - Carlo Pittara, pittore italiano († 1891)
- 9 giugno - Ramón Barros Luco, politico cileno († 1919)
- 10 giugno - Ferdinando IV di Toscana, nobile († 1908)
- 10 giugno - Rebecca Latimer Felton, politica statunitense († 1930)
- 11 giugno - William Stanley Haseltine, pittore e disegnatore statunitense († 1900)
- 11 giugno - Francesco Piccoli, politico italiano († 1883)
- 12 giugno - George Atzerodt, criminale statunitense († 1865)
- 13 giugno - Adolf Wüllner, fisico tedesco († 1908)
- 15 giugno - Adah Isaacs Menken, attrice teatrale, pittrice e poetessa statunitense († 1868)
- 15 giugno - Constant Moyaux, architetto e pittore francese († 1911)
- 17 giugno - Eugène Borel, politico svizzero († 1892)
- 18 giugno - Enrico Carlo Noë, insegnante italiano († 1914)
- 23 giugno - Fanny Eaton, modella inglese († 1924)
- 23 giugno - Elena Guerra, religiosa italiana († 1914)
- 23 giugno - Paku Alam V, sovrano indonesiano († 1900)
- 24 giugno - Johannes Wislicenus, chimico tedesco († 1902)
- 28 giugno - Alexis Douillard, pittore francese († 1905)
- 29 giugno - Celia Thaxter, poetessa e scrittrice statunitense († 1894)

## Luglio(37)
- 1º luglio - Alfred von Gutschmid, orientalista e storico tedesco († 1887)
- 3 luglio - Édouard Grimaux, chimico francese († 1900)
- 3 luglio - Robert Michaelis von Olshausen, chirurgo e ginecologo tedesco († 1915)
- 4 luglio - Moritz Benedikt, neurologo austro-ungarico († 1920)
- 4 luglio - Paul-François Puginier, vescovo cattolico e missionario francese († 1892)
- 4 luglio - George Stuart White, militare britannico († 1912)
- 7 luglio - Domenico Cariolato, militare italiano († 1910)
- 7 luglio - Domenico Comparetti, filologo classico, papirologo e epigrafista italiano († 1927)
- 7 luglio - Paul Henri Fischer, medico, zoologo e paleontologo francese († 1893)
- 8 luglio - Ernest Chaplet, designer, scultore e ceramista francese († 1909)
- 8 luglio - Martha Stewart Bulloch, statunitense († 1884)
- 9 luglio - William Dunnington Bloxham, politico statunitense († 1911)
- 9 luglio - William J. Northen, politico statunitense († 1913)
- 10 luglio - Marianna Giarrè Billi, poetessa italiana († 1906)
- 10 luglio - Henryk Wieniawski, violinista e compositore polacco († 1880)
- 11 luglio - Carlo De Amezaga, militare italiano († 1899)
- 13 luglio - Giuseppe Benassai, pittore italiano († 1878)
- 13 luglio - Eugène Jacob de Cordemoy, botanico e medico francese († 1911)
- 14 luglio - Ottavio Morisani, ginecologo e politico italiano († 1914)
- 15 luglio - Waller Patton, militare statunitense († 1863)
- 16 luglio - Ormondo Maini, basso italiano († 1906)
- 16 luglio - William Hunt Painter, botanico inglese († 1910)
- 17 luglio - Thomas Erskine Holland, giurista inglese († 1926)
- 17 luglio - Charles A. Gilberg, compositore di scacchi statunitense († 1898)
- 17 luglio - Ferdinand Seymour, conte di St. Maur, nobile e militare britannico († 1869)
- 19 luglio - Justo Rufino Barrios Auyón, politico guatemalteco († 1885)
- 19 luglio - Placido Mossello, pittore italiano († 1894)
- 20 luglio - Adelaide di Hohenlohe-Langenburg, nobile tedesca († 1900)
- 20 luglio - Ernest Giles, esploratore britannico († 1897)
- 21 luglio - Désirée Artôt, mezzosoprano belga († 1907)
- 26 luglio - Alphons Stübel, geologo, entomologo e vulcanologo tedesco († 1904)
- 27 luglio - Giosuè Carducci, poeta, scrittore e critico letterario italiano († 1907)
- 28 luglio - Hilda Sjölin, fotografa svedese († 1915)
- 30 luglio - Alphonse Chodron de Courcel, politico e diplomatico francese († 1919)
- 30 luglio - Pietro Stefanelli, chimico e entomologo italiano († 1919)
- 31 luglio - Fernando, circense e cavallerizzo belga († 1902)
- 31 luglio - Henri Brisson, politico francese († 1912)

## Agosto(23)
- 2 agosto - Elisha Gray, ingegnere statunitense († 1901)
- 6 agosto - Ezra F. Kysor, architetto statunitense († 1907)
- 6 agosto - Mevhibe Kadin, ottomana († 1936)
- 6 agosto - Alexis Louis Trinquet, operaio francese († 1882)
- 7 agosto - Roswell P. Flower, politico statunitense († 1899)
- 8 agosto - Luigi Bailo, presbitero italiano († 1932)
- 8 agosto - Ettore De Champs, compositore e pianista italiano († 1905)
- 8 agosto - Maria Maddalena De Lellis, brigante italiana († 1908)
- 14 agosto - Jacinto Zamora, presbitero, scrittore e educatore filippino († 1872)
- 15 agosto - Giacinto Bianchi, religioso e missionario italiano († 1914)
- 15 agosto - Vincenzo Tanturri, dermatologo italiano († 1885)
- 18 agosto - Amalia Freud, nobildonna austro-ungarica († 1930)
- 18 agosto - Telemaco Signorini, pittore e incisore italiano († 1901)
- 19 agosto - Julius Arnold, patologo tedesco († 1915)
- 21 agosto - Maximiano Fernández del Rincón y Soto Dávila, vescovo cattolico spagnolo († 1907)
- 21 agosto - Hashimoto Gahō, pittore giapponese († 1908)
- 24 agosto - August Lucae, medico tedesco († 1911)
- 26 agosto - Maximin Giraud, francese († 1875)
- 26 agosto - José María Martín de Herrera y de la Iglesia, cardinale e arcivescovo cattolico spagnolo († 1922)
- 27 agosto - Albijn Van den Abeele, pittore belga († 1918)
- 29 agosto - Ivor Guest, I barone Wimborne, imprenditore e politico britannico († 1914)
- 29 agosto - George Washington McCrary, politico statunitense († 1890)
- 31 agosto - Federico Rossano, pittore italiano († 1912)

## Settembre(21)
- 1º settembre - William Stanley Jevons, economista e logico britannico († 1882)
- 1º settembre - Raffaele di San Giuseppe, presbitero polacco († 1907)
- 2 settembre - Heinrich Auspitz, dermatologo austriaco († 1886)
- 3 settembre - Nicola Miraglia, economista, politico e banchiere italiano († 1928)
- 4 settembre - Francesco Domenico Falcucci, scrittore e linguista italiano († 1902)
- 7 settembre - Enrico Bottini, chirurgo e politico italiano († 1903)
- 10 settembre - Cristoforo Grisanti, presbitero italiano († 1911)
- 10 settembre - Michele Kerbaker, linguista e glottologo italiano († 1914)
- 12 settembre - Luigi Sepiacci, cardinale italiano († 1893)
- 13 settembre - Napoléon La Cécilia, militare francese († 1878)
- 14 settembre - Vincenzo Bracco, patriarca cattolico italiano († 1889)
- 15 settembre - Richard Olney, politico statunitense († 1917)
- 16 settembre - Félix Garrigou, idrologo e medico francese († 1920)
- 20 settembre - Ottmar Hofmann, medico e entomologo tedesco († 1900)
- 20 settembre - Lindoro Mascitelli, politico italiano († 1897)
- 22 settembre - Leopoldo di Hohenzollern-Sigmaringen, principe († 1905)
- 24 settembre - William Stoddard, storico e inventore statunitense († 1925)
- 24 settembre - Wilhelm Hertz, scrittore, storico e paroliere tedesco († 1902)
- 28 settembre - Francesco Bidischini, patriota e militare italiano († 1907)
- 30 settembre - Antonio Rossi, patriota italiano († 1876)
- 30 settembre - Tommaso Salvadori, ornitologo e patriota italiano († 1923)

## Ottobre(28)
- 1º ottobre - Macario II, religioso e santo russo († 1926)
- 1º ottobre - Júlio César Machado, scrittore portoghese († 1890)
- 1º ottobre - Paul Rastoul, medico e attivista francese († 1875)
- 3 ottobre - Stanislas Lépine, pittore francese († 1892)
- 3 ottobre - August Reifferscheid, archeologo e filologo classico tedesco († 1887)
- 4 ottobre - Clemente Althaus, poeta peruviano († 1881)
- 4 ottobre - Mary Elizabeth Braddon, scrittrice inglese († 1915)
- 4 ottobre - Grigorij Nikolaevič Potanin, esploratore, orientalista e etnografo russo († 1920)
- 7 ottobre - Felix Draeseke, compositore tedesco († 1913)
- 8 ottobre - Christian Otto Mohr, ingegnere tedesco († 1918)
- 9 ottobre - Camille Saint-Saëns, compositore, pianista e organista francese († 1921)
- 11 ottobre - Theodore Thomas, violinista e direttore d'orchestra statunitense († 1905)
- 13 ottobre - Agnese di Württemberg, scrittrice tedesca († 1886)
- 13 ottobre - Alphonse Milne-Edwards, naturalista e zoologo francese († 1900)
- 16 ottobre - Constanze Geiger, pianista, attrice teatrale e compositrice austriaca († 1890)
- 16 ottobre - William Rufus Shafter, generale statunitense († 1906)
- 17 ottobre - Paul Haenlein, ingegnere tedesco († 1905)
- 17 ottobre - Alexine Tinne, esploratrice olandese († 1869)
- 18 ottobre - Manuel Quintana, politico e avvocato argentino († 1906)
- 21 ottobre - Alan Stewart, X conte di Galloway, politico scozzese († 1901)
- 23 ottobre - Adlai Stevenson I, politico statunitense († 1914)
- 26 ottobre - Pietro Lacava, politico italiano († 1912)
- 26 ottobre - Karol Miller, pittore polacco († 1920)
- 27 ottobre - Simon Jenko, scrittore e poeta sloveno († 1869)
- 27 ottobre - John Spencer, V conte Spencer, nobile e politico britannico († 1910)
- 30 ottobre - Carlotta Patti, soprano italiano († 1889)
- 30 ottobre - Lot Torelli, scultore italiano († 1896)
- 31 ottobre - Adolf von Baeyer, chimico tedesco († 1917)

## Novembre(27)
- 1º novembre - George Pomeroy Colley, militare britannico († 1881)
- 4 novembre - Julian Salomons, politico e avvocato britannico († 1909)
- 6 novembre - Heinrich Gross, rabbino tedesco († 1910)
- 6 novembre - Cesare Lombroso, medico, antropologo e filosofo italiano († 1909)
- 8 novembre - Teodoro Sainz Rueda, filosofo e politico spagnolo († 1897)
- 10 novembre - Alberto Blanc, diplomatico e politico italiano († 1904)
- 11 novembre - Pietro Brambilla, politico e banchiere italiano († 1900)
- 11 novembre - Louis-Martin de Courten, ufficiale svizzero († 1937)
- 11 novembre - Ernst Ehlers, zoologo tedesco († 1925)
- 11 novembre - Isabella Galletti Gianoli, cantante lirica italiana († 1901)
- 11 novembre - Matthías Jochumsson, presbitero e poeta islandese († 1920)
- 12 novembre - Charles Méray, matematico francese († 1911)
- 14 novembre - Luigi Santamaria, insegnante italiano († 1912)
- 15 novembre - Clementina Carrelli, pittrice e scultrice italiana († 1916)
- 16 novembre - Eugenio Beltrami, matematico e fisico italiano († 1900)
- 18 novembre - Alfred zu Stolberg-Stolberg, nobile e politico tedesco († 1880)
- 19 novembre - Franz Krones, storico austriaco († 1902)
- 19 novembre - Fitzhugh Lee, politico statunitense († 1905)
- 20 novembre - Prosper Giquel, militare francese († 1886)
- 22 novembre - Antonino Fiocca, magistrato e politico italiano († 1914)
- 25 novembre - Andrew Carnegie, imprenditore e filantropo scozzese († 1919)
- 25 novembre - Arthur Sewall, politico statunitense († 1900)
- 26 novembre - Wilhelm von Waldburg-Zeil, principe e politico tedesco († 1906)
- 28 novembre - Federico Fabiani, scultore italiano († 1914)
- 29 novembre - Cixi, imperatrice cinese († 1908)
- 30 novembre - Medoro Savini, giornalista, politico e pubblicista italiano († 1888)
- 30 novembre - Mark Twain, scrittore, umorista e aforista statunitense († 1910)

## Dicembre(24)
- 2 dicembre - Vigilio Inama, grecista, storico e epigrafista italiano († 1912)
- 4 dicembre - Samuel Butler, scrittore inglese († 1902)
- 6 dicembre - Rudolph Fittig, chimico tedesco († 1910)
- 6 dicembre - Germano V, arcivescovo ortodosso greco († 1920)
- 7 dicembre - Joseph Pothier, musicologo e abate francese († 1923)
- 8 dicembre - Carlotta Marchisio, soprano italiano († 1872)
- 8 dicembre - Eugène Spuller, avvocato, scrittore e giornalista francese († 1896)
- 9 dicembre - Raffaele Belliazzi, scultore italiano († 1917)
- 11 dicembre - Adolf Stoecker, politico, teologo e scrittore tedesco († 1909)
- 12 dicembre - Emma Julia Hohenemser, pedagoga tedesca († 1900)
- 13 dicembre - Hubert Theophil Simar, arcivescovo cattolico tedesco († 1902)
- 14 dicembre - Egisto Ferroni, pittore italiano († 1912)
- 17 dicembre - Alexander Emanuel Agassiz, ingegnere e biologo svizzero († 1910)
- 17 dicembre - Felice Casorati, matematico italiano († 1890)
- 18 dicembre - George Dashiell Bayard, generale statunitense († 1862)
- 19 dicembre - Antonio Gisbert, pittore spagnolo († 1902)
- 19 dicembre - Ronald Leslie-Melville, XI conte di Leven, nobile scozzese († 1906)
- 21 dicembre - Thomas Graham Jackson, architetto britannico († 1924)
- 23 dicembre - Emilio Caracciolo di Sarno, prefetto e politico italiano († 1914)
- 26 dicembre - Giovanni Canestrini, biologo, naturalista e aracnologo italiano († 1900)
- 27 dicembre - Francesco Gerloni, militare, scrittore e allevatore italiano († 1918)
- 27 dicembre - John Kemys Spencer-Churchill, militare e politico britannico († 1913)
- 28 dicembre - William Eaton Chandler, politico statunitense († 1917)
- 31 dicembre - Fidel Fita, religioso, archeologo e filologo spagnolo († 1918)

## Senza giorno specificato(49)
- José Alcoverro, scultore spagnolo († 1908)
- Sarkis Balyan, architetto ottomano († 1899)
- Giovanni Biasin, pittore e decoratore italiano († 1912)
- Pere Borrell del Caso, pittore, illustratore e incisore spagnolo († 1910)
- Ignacio A. Bravo, generale messicano († 1918)
- Edward Caird, filosofo scozzese († 1908)
- Pietro Carrera, architetto, ingegnere e imprenditore italiano († 1887)
- Francesco Cattaneo, patriota italiano
- Niccolò Cecconi, pittore italiano († 1901)
- Victor Étienne Cesson, pittore e decoratore francese († 1902)
- Charles Chipiez, architetto francese († 1901)
- Fanny Cornforth, modella inglese († 1906)
- Charles-Albert Costa de Beauregard, politico e storico francese († 1909)
- François-Alfred Delobbe, pittore francese († 1920)
- Karl Joseph Eberth, medico tedesco († 1926)
- Virgilio Estival, patriota e scrittore francese († 1870)
- Francesco Faranda, avvocato, politico e giurista italiano († 1914)
- Avraam Garkavi, orientalista russo († 1919)
- Archibald Geikie, geologo scozzese († 1924)
- Carlo Gentile, fotografo italiano († 1893)
- Vítězslav Hálek, poeta, scrittore e giornalista ceco († 1874)
- Julius Krohn, scrittore finlandese († 1888)
- Louis Kuhne, medico tedesco († 1901)
- Philip Morris, imprenditore britannico († 1873)
- Naso Aquilino, condottiero nativo americano († 1868)
- Enrico Pani Rossi, politico e scrittore italiano
- Madame Pasca, attrice teatrale francese († 1914)
- Louis Sainte-Marie-Perrin, architetto francese († 1917)
- Napoleone Pini, zoologo e paleontologo italiano († 1907)
- Nikolaj Gerasimovič Pomjalovskij, scrittore russo († 1863)
- Aleksandr Afanas´evič Potebnja, filologo russo († 1891)
- Enrico Purgotti, chimico italiano († 1882)
- Raffi, poeta e scrittore armeno († 1888)
- Louis-Antoine Ranvier, medico francese († 1922)
- Francesco Righetti, architetto svizzero († 1917)
- Sydney Ringer, fisiologo e farmacologo inglese († 1910)
- Charles Henry Ross, scrittore inglese († 1897)
- Antonio Scalvini, librettista, drammaturgo e regista teatrale italiano († 1881)
- James E. Scripps, giornalista britannico († 1906)
- Shi Jidong, insegnante cinese († 1908)
- Walter William Skeat, filologo britannico († 1912)
- Josef Stefan, fisico austriaco († 1893)
- Emile Theodule de Christen, militare francese († 1870)
- Kunichika, pittore giapponese († 1900)
- William Tyssen-Amherst, I Barone Amherst di Hackney, collezionista d'arte inglese († 1909)
- Marco Vegezzi, inventore italiano († 1887)
- Lucy Walker, alpinista britannica († 1916)
- Emil Winkler, ingegnere tedesco († 1888)
- Zayed I bin Khalifa Al Nahyan, sovrano emiratino († 1909)